# انشطار متقدرة
الانشطار المُتَقَدِّرِيّ أو انشطار الميتوكندريا (بالإنجليزية: Mitochondrial fission)‏، هو العملية التي تنقسم فيها الميتوكوندريا إلى عضيتين منفصلتين في الميتوكوندريا. يقابل عملية انشطار الميتوكوندريا في الطبيعة عملية اندماج الميتوكوندريا، حيث يمكن لميتوكوندريا منفصلة أن تندمج معًا لتشكيل واحدة كبيرة. يمكن أن يؤدي اندماج الميتوكوندريا بدوره إلى شبكات ميتوكوندريا مطولة. كل من انشطار واندماج الميتوكوندريا متوازنان في الخلية، والطفرات التي تتدخل في أي من العمليتين ترتبط بمجموعة متنوعة من الأمراض. يمكن أن تنقسم الميتوكوندريا عن طريق الانشطار الثنائي وبما أنها تتطلب دنا ميتوكوندريا لوظيفتها، يُنسَّق الانشطار مع تضاعف الحمض النووي الريبوزي منقوص الأكسجين. عثر على على بعض البروتينات التي تشارك في انشطار الميتوكوندريا وبعضها مرتبط بأمراض الميتوكوندريا. للانشطار المتقدري آثار مهمة في الاستجابة للضغط والاستماتة.

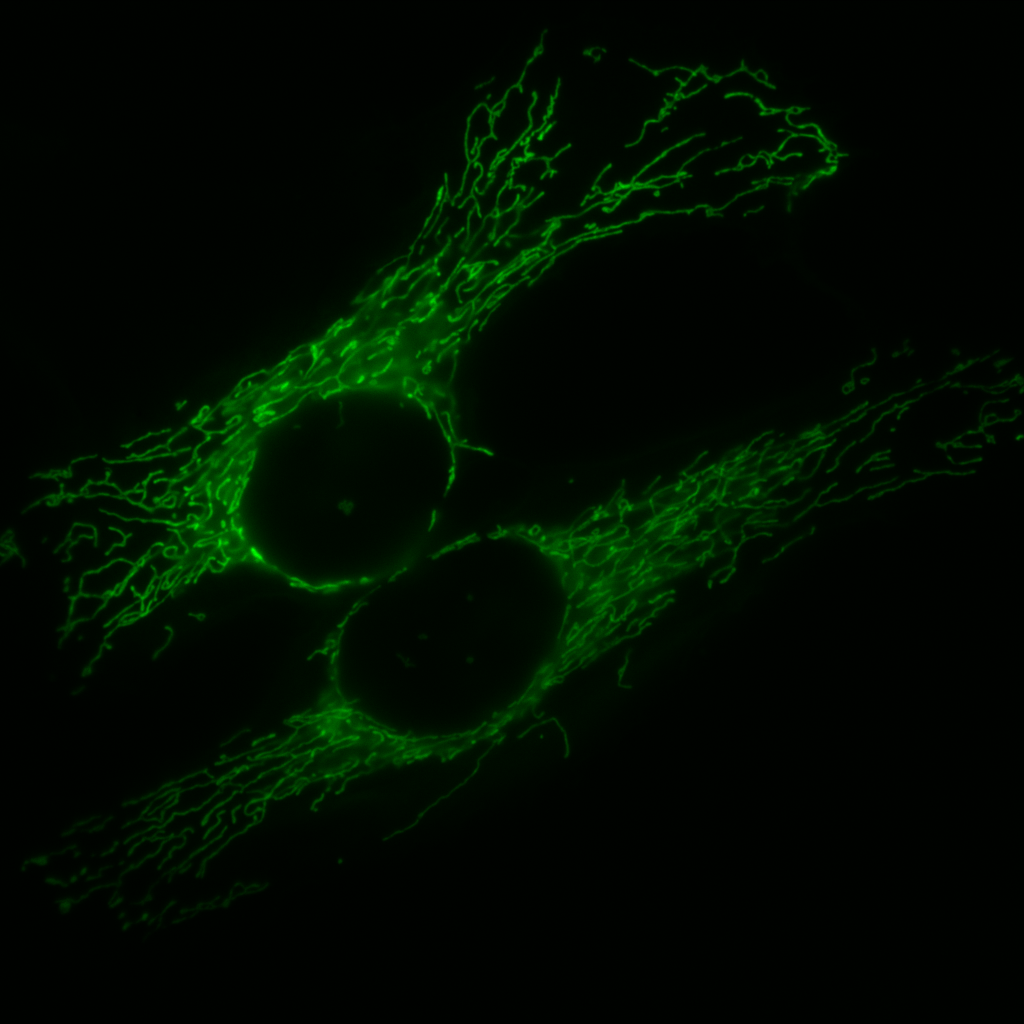
شبكة الميتوكوندريا (باللون الأخضر) في خليتين بشريتين (خلايا هيلا)

## آلية العمل

### توطين بروتين زد
يلعب بروتين زد (متماثل للتوبيولين حقيقي النواة)، الموجود في العديد من البكتيريا وبعض العتائق، دورًا في انشطار الميتوكوندريا. يلعب نظام مِن دورًا في توطين وتجميع بروتيناتزد في حلقة حول مركز الميتوكوندريا، كما تساعد بعض البروتينات المرتبطة بغشاء الميتوكوندريا الداخلي على تثبيت الحلقة زد في موقع الانقباض حيث سيحدث الانقسام. تعمل الحلقة زد كسقالة لترسيب الحاجز، وهي مدعومة ببروتينات (FtsW وFtsI و FtsN). تساعد حزمة بروتين كي (FtsK) في نقل دنا المتقدرة بعيدًا عن موقع الانقباض.

### بروتين دي آر بيه 1
بروتين دي آر بيه 1 (Drp1) هو عضو في عائلة دينامين من GTPases الكبيرة، المنسوخة من جين دي إن ام إل 1 ويؤدي الربط البديل إلى ما لا يقل عن عشرة أشكال إسوية من بروتين دي آر بيه 1 لتنظيم الانشطار الخاص بالأنسجة. يشارك دي آر بيه 1 في انشطار كل من الميتوكوندريا والبيروكسيسومات. يحتوي بروتين دي آر بيه 1 أحادي القسيمة المطوي على أربع مناطق: الرأس والعنق والساق والذيل. المجال الرئيسي هو مجال بروتين G. يتكون العنق من ثلاثة عناصر إشارات حزمية (BSEs). يتكون الجذع الذي يشكل ساق البروتين، من وحدتين تشاركان في ثلاثة تفاعلات مختلفة للواجهة. يسمح تفاعل واجهة واحدة لأحاديي القسيمة بالارتباط في ثنائيات يُعَزَّيز تجميعها في بقع كارهة للماء في سيقان كل بروتينات دي آر بيه 1. يسمح تفاعل آخر بربط أزواج ثنائية في رباعيات، ويسمح التفاعل الثالث للرباعي بالارتباط بقليلة القسيمات ذات رتبة أعلى. بينما لا يترجم بروتين دي آر بيه 1 إلى غشاء الميتوكوندريا، إلا أنه قادر على الارتباط بغشاء الميتوكوندريا عبر التفاعل مع العديد من البروتينات محولة الإشارة. في خلايا الخميرة (التي تعد نموذجًا شائعًا لدراسة انشطار الميتوكوندريا)، يعد البروتين المحول بروتين إنشطار الميتوكنرديا 1 (إف آي إس 1) بروتينًا غشائيًا خارجيًا ويرتبط ببروتين تقسيم الميتوكوندريا 1 (إم دي في 1) و بروتين سي إيه إف 1 الذي يقوم بدوره بتجنيد بروتين دي آر بيه 1. لا يلعب بروتين إف آي إس 1 الخاص بالثدييات دورًا في الانشطار ولكنه يشارك في عملية البلعمة الذاتية الميتوكوندريا. في الخلايا البشرية، توجد أربعة بروتينات محول لدي آر بيه 1، وهي إف آي إس 1 و إم آي دي 49 و إم آي دي 51 و إم إف إف. في المقابل، عندما يرتبط إم آي إف 1 ببروتين دي آر بيه 1 قد يمنع انشطار الميتوكوندريا، وبالتالي يحول التوازن نحو اندماج الميتوكوندريا. يحدث تنظيم دي آر بيه 1 من خلال فسفرة مخلفات إس إي آر 616 و إس إي آر 637. تعزز الفسفرة في إس إي آر 616 نشاط دي آر بيه 1 وبالتالي الانشطار، في حين أن الفسفرة في إس إي آر 637 تمنع دي آر بيه 1. الكالسينيورين قادر على إزالة الفسفرة من موقع إس إي آر 637، ويُتشط عن طريق ارتفاع مستويات أيونات الكالسيوم.
تشكل الميتوكوندريا موقع اتصال مع الشبكة الإندوبلازمية، وترتبط الشبكة بدورها بالميتوكوندريا لتشكيل مواقع تضييق مسبقة ضرورية ولكنها غير كافية لحدوث انشطار الميتوكوندريا. الفورمين المقلوب 2 (INF2)، وهو بروتين موضعي في الشبكة الإندوبلازمية، وبمساعدة بروتين إس به آي آر إي 1 سي (SPIRE1C) المترجمة على الميتوكوندريا، يتسبب في بلمرة الأكتين حيث تتقاطع حزم الأكتين بشكل قطري مع بعضها البعض، وتجنيد الميوسين، مما يساعد في توطين دي آر بيه 1 في الميتوكوندريا. تعد حزم الأكتين بحد ذاتها مستودعات لبروتينات دي آر بيه 1 ولذا فإن بلمرتها تساعد أيضًا في توفير مجموعة من بروتينات دي آر بيه 1 لتتجمع في الميتوكوندريا. تساعد بلمرة الأكتين أيضًا على تحفيز تدفق أيونات الكالسيوم من الشبكة الإندوبلازمية إلى الميتوكوندريا، مما يؤدي إلى إزالة الفسفرة من بقايا إس إي آر 637 على دي آر بيه 1، ثم الفصل الذي يشق الغشاء الداخلي للميتوكوندريا (قبل تقسيم العضية ككل، ومن غير المعروف حاليًا ما إذا كان انقسام الغشاء الداخلي والخارجي يتطابق مع الآخر). يشكل دي آر بيه 1 في الغالب حلقات من 16 أحادي القسيمة حول غشاء الميتوكوندريا، وهذا بدوره يضيق الغشاء بعمق. يمكن للعديد من حلقات دي آر بيه 1 المكونة من 16 وحدة تجميع وتشكيل هياكل حلزونية تنقل غشاء الميتوكوندريا. ستواجه الحلقات القريبة من دي آر بيه 1 تفاعلات بين نطاقات G (أو تفاعلات G-G). تعيد تفاعلات G-G مواقع التحفيز لتسبب التحلل المائي لثلاثي فوسفات الغوانوزين، ويؤدي التحلل المائي لثلاثي فوسفات الغوانوزين إلى تغييرات توافقية تساعد بشكل أكبر في الفصل النهائي في موقع الانقباض لإنتاج اثنين من الميتوكوندريا المختلفة. العملية الدقيقة التي يحدث من خلالها الفصل النهائي ليست مفهومة بالكامل بعد.

### دور العضيات الأخرى
يجب توصيل فوسفاتيديلينوسيتول 4-فوسفات (بيه آي 4 بيه) إلى غشاء الميتوكوندريا وهو ضروري لاستمرار الانشطار. توجد طريقة واحدة لإيصال بيه آي 4 بيه إلى مواقع اتصال الميتوكوندريا والشبكة الإندوبلازمية وهي من خلال جهاز غولجي. يحتوي جهاز غولجي على بروتينات ARF1 المترجمة على أغشيتها، والتي تكون قادرة على تجنيد الكينازات التي تؤدي إلى تخليق بيه آي 4 بيه. ثم يتم تسليم بيه آي 4 بيه من خلال حويصلة إلى مواقع الاتصال بين الميتوكوندريا والشبكة الإندوبلازمية. غالبًا ما تشارك الجسيمات الحالة في انشطار الميتوكوندريا، ولكنها ليست ضرورية. الاتصال بين الميتوكوندريا وجسيمات الحال ممكن لأن بروتين Rab7 يمكن أن يشكل روابط مع الجسيمات الحالة وبروتين مضمن في غشاء الميتوكوندريا الخارجي المسمى TBC1D15. قبل استمرار الانشطار، ينفصل Rab7 عن الجسيمات الحالة عن طريق التحلل المائي لثلاثي فوسفات الغوانوزين (GTP). يحدث الاتصال أيضا بين الشبكة الإندوبلازمية والجسيمات الحالة وتعتمد هذه الاتصالات أيضًا على Rab7. يتوسط لمجموعة فرعية من جهات الاتصال هذه عن طريق البروتين المرتبط بالبروتين المرتبط بأوكسيستيرول 1 لتر (ORP1L). يشكل ORP1L ارتباطات مع الجسيمات الحالة عبر Rab7 ويشكل أيضًا ارتباطات مع الشبكة الإندوبلازمية عبر البروتينات المرتبطة بـ VAMP. بشكل عام، هذا يسمح باتصال ثلاثي بين الميتوكوندريا، والشبكة الإندوبلازمية ،وجسيمات الحال. تقوم الشبكة الإندوبلازمية بتجنيد الجسيمات الحالة فقط بعد تعيين دي آر بيه 1 بالفعل (بينما يتم تجنيد دي آر بيه 1 نفسه بعد حدوث التضيق المسبق). يساعد ORP1L أيضاً في نقل بيه آي 4 بيه من الجسيمات الحالة إلى الميتوكوندريا. لذلك يتم تسليم بيه آي 4 بيه إلى الميتوكوندريا من كل من جهاز غولجي وجسيمات الحال، ومن الممكن (وإن لم يكن معروفًا حاليًا) أن العضيتين توفران بيه آي 4 بيه لأغراض مختلفة أثناء الانشطار أو في خطوات مختلفة في العملية ، أو ما إذا كانوا يساهمون في بيه آي 4 بيه لأشكال متميزة تمامًا من انشطار الميتوكوندريا.

### انقسام المنطقة الوسطى والطرفية
تشير النتائج الحديثة إلى أن الميتوكوندريا تخضع لآليتين مختلفتين من الانشطار. في شبكة الميتوكوندريا المطولة، تستطيع الميتوكوندريا الانقسام بالقرب من المركز (في منتصف المنطقة) أو باتجاه أحد الطرفين (أو المحيط). يبدو أن تقسيم المنطقة الوسطى والانقسام المحيطي في شبكات الميتوكوندريا يشارك في نشاطين خلويين مختلفين. يتم تعزيز انقسام المنطقة الوسطى عن طريق النشوء الحيوي، عندما تتكاثر الخلية وتحتاج إلى المزيد من الميتوكوندريا. ينتج عن التقسيم المحيطي إزالة وحدات الميتوكوندريا التالفة من الشبكة المتكونة في المحيط، حيث يتم توجيه هذه الميتوكوندريا إلى الالتهام الذاتي (أو الميتوفاجي). يظهر أن الانقسام المحيطي يسبقه تركيزات مرتفعة من أنواع الأكسجين التفاعلية وانخفاض إمكانات الغشاء ودرجة الحموضة. يظهر أن هذين النوعين من الانشطار يتم تنظيمهما بواسطة آليات جزيئية مختلفة. يبدو أن بروتين المحول إف آي إس 1 هو بروتين المحول المتضمن الذي يقوم بتجنيد دي آر بيه 1 في التقسيم المحيطي ، بينما يبدو أن المحول إم إف إف هو بروتين المحول المتضمن الذي يقوم بتجنيد دي آر بيه 1 أثناء تقسيم المنطقة الوسطى. من ناحية أخرى، وجد أن إم آي دي 49 و إم آي دي 51 يساهمان في كلا الانقسامين. بالإضافة إلى ذلك، تظهر مواقع التلامس بين الجسيم الحال والميتوكوندريا فقط أثناء الانقسام المحيطي.

## اقرأ أيضاً
- اندماج الميتوكوندريا
- الانشطار الثنائي